# Katrin Meuche
Katrin Meuche (* 1962) ist eine deutsche Pädagogin und Sachbuchautorin.

## Biografie
Katrin Meuche studierte Pädagogik, Psychologie und evangelische Theologie an der Universität Hamburg mit dem Abschluss Dipl.-Pädagogin. Anschließend war sie mehrere Jahre als Bildungsreferentin in der außerschulischen Jugend- und Erwachsenenbildung tätig. 1995 promovierte Meuche über Bewusstseinskonflikte von Mädchen im naturwissenschaftlichen Schulunterricht. Sie war Lehrbeauftragte an der Universität Hamburg und arbeitet als Referentin des Landesjugendpfarramtes der Nordkirche in der Evangelischen Schüler_innenarbeit / Schulkooperativen Arbeit.
Sie forscht schwerpunktmäßig zu Seelsorge an Schulen und jugendverbandlich organisierten Ferienfreizeiten.

## Schriften (Auswahl)
- Bewußtseinskonflikte von Frauen in Selbstbehauptungssituationen am Beispiel von fiktiven Bewerbungsgesprächen: Eine empirische Studie mit erwerbslosen Frauen. Diplomarbeit, Universität Hamburg 1989, OCLC 248834592.
- Bewußtseinskonflikte von Mädchen im naturwissenschaftlichen Unterricht: Eine empirische Studie aus imperativtheoretischer Sicht (= Europäische Hochschulschriften. Reihe 11, Pädagogik 696). Peter Lang Verlag, New York City et al. 1997, ISBN 9783631304655 (zugleich Dissertationsschrift, Universität Hamburg 1995).
- Koppelsberger Spielekartei der Evangelischen Schülerinnen- und Schülerarbeit: Spiele, Übungen und Methoden für Klassentagungen und Seminare. Nordelbisches Jugendpfarramt, Plön 2001, OCLC 835459418.
- mit Christa Limmer: Demokratie lernen – Zivilcourage zeigen! Praxishilfe zur Prävention von Rechtsextremismus. Aktion Kinder- und Jugendschutz Landesarbeitsstelle Schleswig-Holstein, Kiel 2002, DNB 997005963.
- Ganztagsschule – eine Herausforderung für die kirchliche Jugendarbeit? In: Lernort Gemeinde, 24. Jahrgang, Heft 3, 2006, ISSN 0931-6191.
- mit Hans-Martin Gutmann, Birgit Kuhlmann: Praxisbuch Schulseelsorge. Vandenhoeck & Ruprecht, Göttingen 2014, ISBN 9783525580424.
- mit Jennifer Mae Graf, Carola Häger-Hoffmann, Hans-Ulrich Keßler: Kirche & Schule – wie kann's gehen? Eine Checkliste für die Entwicklung schulkooperativer Arbeit. Nordkirche, Hamburg 2015, OCLC 953693966.
- mit Cora Herrmann, Ina Bösefeldt: Freiräume und Partizipation als Werte des Sozialen. Relationierung von Programmatik und Praktiken mit Blick auf jugendverbandlich organisierte Ferienfreizeiten. In Sozial Extra, 42. Jahrgang, Heft 4, 2018.
- mit Cora Herrmann, Ina Bösefeldt: Frei. Freiräume. Freizeiten. Einsichten und Erkenntnisse aus der Studie „Ferienfreizeiten unter der empirischen Lupe“. In: Deutsche Jugend, 66. Jahrgang, Heft 11, 2018.